# Sofie Skoog
Sofie Natalie Skoog (née le 7 juin 1990 à Hagfors) est une athlète suédoise  spécialiste du saut en hauteur. Elle est actuellement entrainée par Stefan Holm, champion olympique et quadruple champion du monde de la discipline.

## Carrière

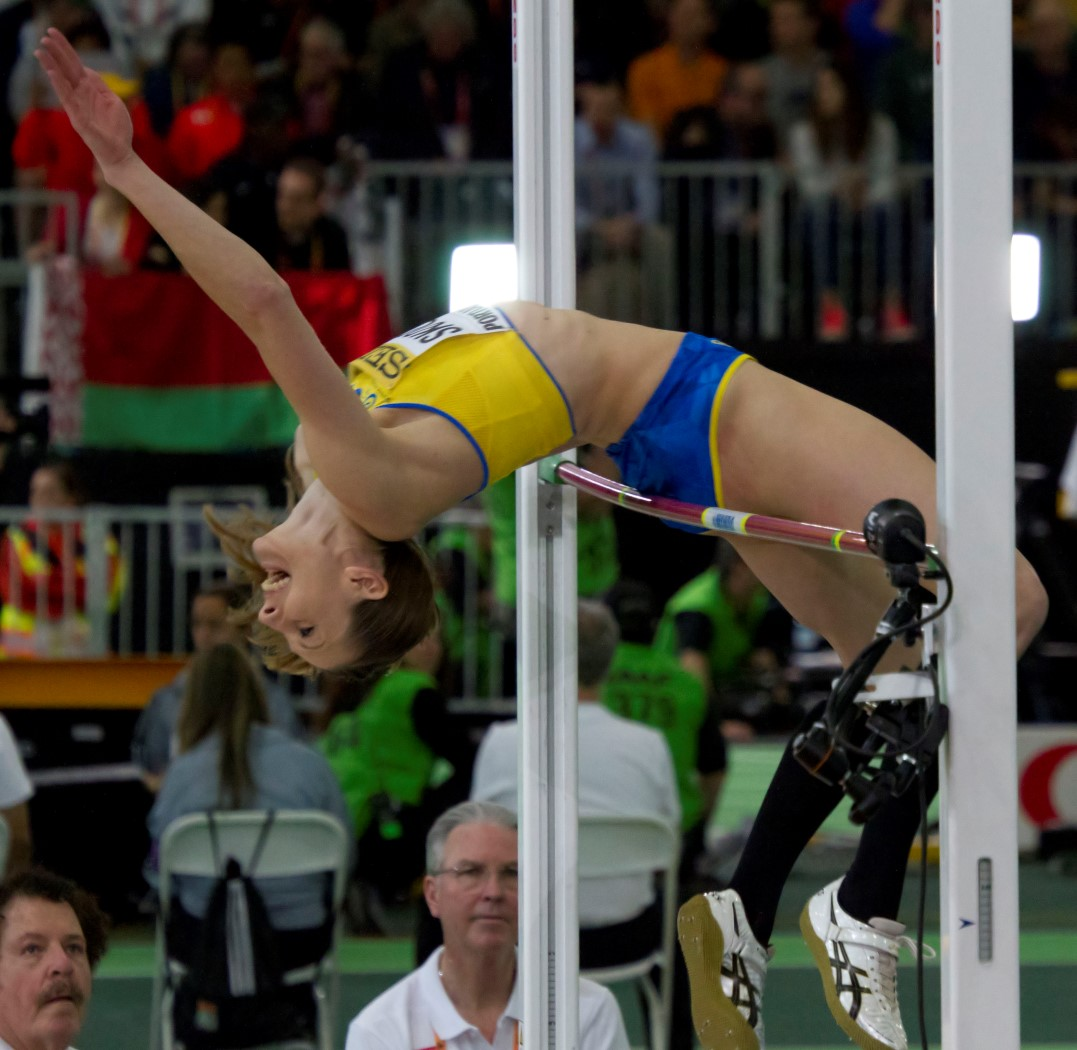
Skoog lors des mondiaux en salle 2016

Inconnue du grand public jusqu'alors, Sofie Skoog se révèle en 2015 lorsqu'elle participe à ses premiers championnats continentaux lors des Championnats d'Europe en salle de Prague où elle ne passe pas le cap des qualifications. 
Le 9 août suivant, elle remporte les Championnats de Suède avec 1,92 m, nouveau record personnel et minima pour les Championnats du monde de Pékin. Elle devance notamment Ebba Jungmark (1,86 m).
Lors des mondiaux de Pékin, Skoog est la première éliminée des qualifications.
En 2016, la Suédoise ouvre sa saison hivernale par un nouveau record personnel indoor en salle avec 1,90 m à Karlstad puis 1,91 m à Banska Bystrica. Elle participe au meeting de Trinec où elle réussit à nouveau une barre à 1,90 m. Le 13 février, elle participe aux Nordenkampen où elle s'impose avec 1,94 m à son second essai. Elle améliore à nouveau son record (trois centimètres) et se qualifie ainsi pour les Jeux olympiques de Rio.
Le 20 mars 2016, Skoog se classe 5e de la finale des championnats du monde en salle de Portland avec 1,93 m, échouant à 1,96 m. Le 23 juin à Madrid, elle se classe 4e du concours avec un saut à 1,90 m.
Le 6 juillet, la Suédoise prend la 9e place des Championnats d'Europe d'Amsterdam avec 1,89 m. 10 jours plus tard, elle porte son record personnel extérieur à 1,93 m lors du Meeting d'Eberstadt où elle se classe 3e du concours derrière l'Allemande Marie-Laurence Jungfleisch (2,00 m) et la Polonaise Kamila Lićwinko.
Le 20 août, elle se classe 7e de la finale des Jeux olympiques de Rio avec 1,93 m. Grâce à sa 2de place au Weltklasse Zurich le 1er septembre avec 1,93 m, Skoog termine 3e du classement général de la Ligue de diamant avec 20 points derrière Ruth Beitia (61 points) et Levern Spencer (25 points).
Le 18 juin 2017, lors du Bauhaus-Galan, Skoog égale son record personnel d'1,94 m. Elle réédite cette performance le 9 juillet à Londres.

## Palmarès
| Date | Compétition                       | Lieu             | Résultat | Marque  |
| ---- | --------------------------------- | ---------------- | -------- | ------- |
| 2013 | Universiade                       | Kazan            | 9e       | 1,84 m  |
| 2016 | Championnats du monde en salle    | Portland         | 5e       | 1,93 m  |
| 2016 | Championnats d'Europe             | Amsterdam        | 9e       | 1,89 m  |
| 2016 | Jeux olympiques                   | Rio de Janeiro   | 7e       | 1,93 m  |
| 2016 | Ligue de diamant                  | Ligue de diamant | 3e       | détails |
| 2017 | Championnats d'Europe par équipes | Vaasa            | 1re      | 1,90 m  |
| 2018 | Championnats du monde en salle    | Birmingham       | 10e      | 1,84 m  |
| 2018 | Ligue de diamant                  | Ligue de diamant | 5e       | 1,85 m  |

## Records
| Épreuve         | Épreuve   | Marque | Lieu                             | Date                                     |
| --------------- | --------- | ------ | -------------------------------- | ---------------------------------------- |
| Saut en hauteur | Plein air | 1,94 m | Rio de Janeiro Stockholm Londres | 18 août 2016 18 juin 2017 9 juillet 2017 |
| Saut en hauteur | En salle  | 1,94 m | Växjö                            | 13 février 2016                          |